# Gali Atari
Gali Atari (született: Avigail Atari, héberül: גלי (אביגיל) עטרי, Rehovot, Izrael, 1953. december 29. –) izraeli énekesnő, színésznő.

## Pályafutása
Jemeni származású szülők hét gyermekének egyike. Édesapja meghalt, mikor Gali  négyéves volt. Édesanyjuk, Naomi nagy hangsúlyt fektetett a gyerekek taníttatására. Nővérei közül Yona sikeres énekes, színésznő volt, Shosh pedig rádiós- és televíziós műsorvezető. Shoshnak köszönhetően kezdődött el karrierje 15 éves korában, de az igazi áttörést az 1979-es Eurovíziós Dalfesztivál hozta meg számára, ahol a Milk and Honey együttessel együtt hazai közönség előtt diadalmaskodott a Hallelujah című dallal.
A siker után együtt turnéztak Európában, de a következő évben nézeteltérések miatt megszakadt az együttműködés. Gali szólóénekesként is sikeres maradt, az éneklés mellett filmekben is szerepel.

## Diszkográfia
- 1978: Milk & Honey with Gali
- 1981:  Take Me Home
- 1984: Riding on the Wind
- 1986: Emtza September
- 1988: One Step More
- 1989: Genesis
- 1991: A collection
- 1992: The Next Day
- 1994: Signs
- 1998: Glida
- 2001: Songs that will Bring you Love
- 2003: Embrace Me

## Külső hivatkozások
- Gali Atari az Internet Movie Database oldalain